# Вест-Гаррісон (Індіана)
Вест-Гаррісон (англ. West Harrison) — місто (англ. town) в США, в окрузі Дірборн штату Індіана. Населення — 325 осіб (2020).

## Географія
Вест-Гаррісон розташований за координатами 39°15′21″ пн. ш. 84°49′17″ зх. д. / 39.25583° пн. ш. 84.82139° зх. д. (39.255836, -84.821315).  За даними Бюро перепису населення США в 2010 році місто мало площу 0,58 км², з яких 0,56 км² — суходіл та 0,02 км² — водойми.

## Демографія
Згідно з переписом 2010 року, у місті мешкало 289 осіб у 136 домогосподарствах у складі 68 родин. Густота населення становила 499 осіб/км².  Було 174 помешкання (300/км²).
Расовий склад населення:
| - 99,0 % — білих - 0,3 % — корінних американців - 0,3 % — чорних або афроамериканців - 0,3 % — азіатів |

До двох чи більше рас належало 0,0 %. Частка іспаномовних становила 0,3 % від усіх жителів.
За віковим діапазоном населення розподілялося таким чином: 17,3 % — особи молодші 18 років, 70,2 % — особи у віці 18—64 років, 12,5 % — особи у віці 65 років та старші. Медіана віку мешканця становила 42,2 року. На 100 осіб жіночої статі у місті припадало 110,9 чоловіків;  на 100 жінок у віці від 18 років та старших — 111,5 чоловіків також старших 18 років.
Середній дохід на одне домашнє господарство  становив 36 941 долар США (медіана — 24 205), а середній дохід на одну сім'ю — 40 726 доларів (медіана — 23 250). За межею бідності перебувало 37,2 % осіб, у тому числі 58,0 % дітей у віці до 18 років та 31,3 % осіб у віці 65 років та старших.
Цивільне працевлаштоване населення становило 187 осіб. Основні галузі зайнятості: роздрібна торгівля — 16,6 %, мистецтво, розваги та відпочинок — 16,6 %, виробництво — 12,3 %, освіта, охорона здоров'я та соціальна допомога — 10,7 %.